# Vasaloppet 1954
Vasaloppet 1954 avgjordes den 7 mars 1954, som den 31:a upplagan av Vasaloppet. Det blev för första gången en utländsk seger genom finländaren Pekka Kuvaja, som vann i sin fjärde start. Det var tungt, klabbigt före med rekordmånga omvallningar för de tävlande. Kuvaja vallade dock om först efter sju mils åkning, varefter han tog täten i loppet. Hans segertid på 6:22:51 var dryga nio minuter före andreplacerade Anders Törnkvist. Ytterligare en minut senare nådde trean Gunnar Larsson målet.

## Resultat
Not: Pl = Placering, Nr = Startnummer, Tid = Sluttid
| Pl. | Nr | Namn             | Klubb/Land    | Tid     | Diff    |
| --- | -- | ---------------- | ------------- | ------- | ------- |
| 1   |    | Pekka Kuvaja     | Finland       | 6:22:51 | + 00.00 |
| 2   |    | Anders Törnkvist | IFK Mora      | 6:31:58 | + 09.07 |
| 3   |    | Gunnar Larsson   | IFK Mora      | 6:32:59 | + 10.08 |
| 4   |    | Curt Löfgren     | Hällefors SK  | 6:32:59 | + 10.08 |
| 5   |    | Gunnar Karlsson  | IFK Umeå      | 6:41:28 | + 18.37 |
| 6   |    | Sigfrid Mattsson | Skarpnäcks IF | 6:44:01 | + 21.10 |

## Källhänvisningar
1. ↑  Sandlin, Lasse (1999-03-07): "Benkrossaren chanslös mot Mike Tyson". Aftonbladet.se. Läst 18 februari 2015.